# サブウェイ (映画)
『サブウェイ』（Subway）は、1985年のフランス映画である。
リュック・ベッソンの出世作であり初めてハリウッドから招いたスターを使った映画でもあった。主演には当初、スティングとシャーロット・ランプリングが予定されていたが、二人の降板により、当時ノリに乗っていたクリストファー・ランバートとイザベル・アジャーニが出演することとなった。他にはこの映画以降スター街道を昇るジャン＝ユーグ・アングラードやリシャール・ボーランジェ、ジャン・レノも出演。
1986年度セザール賞最優秀男優賞（クリストファー・ランバート）、美術賞、録音賞受賞。

## ストーリー
エレナの夫が主催するパーティの最中、金庫を破り重要書類を盗み出したフレッドはパリのメトロ（地下鉄）の奥深く逃げ込む。重要書類と交換にエレナに金を持ってこさせるよう、フレッドは要求する。フレッドとエレナは幼馴染であり、惹かれ合っていたが、フレッドが失踪し破局していた。フレッドとメトロで生活するうちに、失踪の理由が事故にあい重体になっていたと知らされ和解。金持ちの年上の夫と愛のない結婚をしていたエレナは再びフレッドに惹かれていく。
また、音楽好きだったフレッドは一癖あるが音楽の才能に溢れたメトロの住人たちと親しくなるうち、そのメンバーでバンドを立ち上げ、メトロ構内でコンサートを開き、世に送り出すことを思いつく。花売りの男と共謀して現金強奪を成功させたフレッドは、それを元手にコンサート開催にこぎつける。コンサート当日、エレナの夫が遣わした追手がフレッドに迫る。コンサートが始まり、メトロの一角である会場でエレナはフレッドを見つける。エレナに気付いたフレッドもエレナに近づく。しかし、そんなフレッドをエレナの夫の部下ジャンが後ろから撃つ。倒れたフレッドがエレナに「少しは好き?」と尋ねると、エレナはキスで答える。フレッドはエレナの腕の中で目を閉じる。エレナを連れ戻そうとするジャンとエレナがもめていると、フレッドは目を開け、演奏されている曲に合わせて口ずさむ。

## スタッフ
- 監督：リュック・ベッソン
- 脚本：リュック・ベッソン、ピエール・ジョリヴェ、アラン・アンリ、ソフィー・シュミット、マルク・ペリエ
- 美術：アレクサンダー・トローネ
- 撮影：カルロ・ヴァリーニ
- 音楽：エリック・セラ
- 製作：リュック・ベッソン、フランソワ・ルジェリ

## キャスト
- エレナ - イザベル・アジャーニ
- フレッド - クリストファー・ランバート
- 花売り - リシャール・ボーランジェ
- ジェズベール警部 - ミシェル・ガラブリュ
- ジャン＝ルイ（ローラー） - ジャン＝ユーグ・アングラード
- 駅長 - ジャン・ブイーズ（フランス語版）
- バットマン刑事 - ジャン＝ピエール・バクリ
- ロバン（ロビン）刑事 - ジャン＝クロード・ルカス（フランス語版）
- ジャン - ピエール＝アンジュ・ルポガム（フランス語版）： エレナの夫の部下。
- ドラマー - ジャン・レノ
- エンリコ（ベーシスト） - エリック・セラ
- ポール（ヴォーカリスト） - アーサー・シムズ（フランス語版）